# Sušice, Přerov
Sušice là một làng thuộc huyện Přerov, vùng Olomoucký, Cộng hòa Séc.